# ولادت سیاه (فیلم)
ولادت سیاه (به انگلیسی: Black Nativity) فیلمی محصول سال ۲۰۱۳ و به کارگردانی کیسی لمونز است. در این فیلم بازیگرانی همچون فارست ویتاکر، آنجلا باست، تایریس گیبسون، جیکوب لاتیمور، مری جی. بلایژ، ناز، جنیفر هادسن و واندی کرتیس-هال ایفای نقش کرده‌اند.